# (33152) 1998 DV12
1998 دي في 12 (ويعرف أيضًا باسم (33152) 1998 دي في 12 وفق تسمية الكوكب الصغير) (بالإنجليزية: 1998 DV12)‏ هو كويكب ضمن حزام الكويكبات؛ وترتيبه 33152 من حيث الاكتشاف.
اكتُشف هذا الجُرم الفلكي بواسطة Paul G. Comba ‏ في 26 فبراير 1998.

## وصلات خارجية
- (33152) 1998 DV12 في قاعدة بيانات مختبر الدفع النفاث لأجرام النظام الشمسي الصغيرة

- الاكتشاف · مخطط المدار ·  العناصر المدارية · المعلمات المادية

- (33152) 1998 DV12 على موقع ويكي سكاي: DSS2, SDSS, GALEX, IRAS, Hydrogen α, X-Ray, Astrophoto, Sky Map, Articles and images